# Marcelo Velis
Marcelo Velis es un músico chileno, fundador del grupo Ortiga en 1974. Además integró la facción francesa de la banda chilena Quilapayún entre 2002 y 2003, participando con ella en diversos conciertos internacionales.